# Australian Floorball Association
Der Australische Floorballverband (englisch: Australian Floorball Association) ist der nationale Spitzenverband Australiens in der Sportart Unihockey (auch Floorball genannt).
Der Verband wurde 1996 gegründet und im selben Jahr in die International Floorball Federation, den Floorball-Weltverband, aufgenommen. 2011 hatte er 1965 Mitglieder, die in 28 Vereinen registriert waren.

## Nationalmannschaften
- Australische Floorballnationalmannschaft
- Australische Floorballnationalmannschaft der Frauen
- Australische Floorballnationalmannschaft (U-19-Junioren)
- Australische Floorballnationalmannschaft (U-19-Juniorinnen)

## Spielbetrieb
- Australische Floorballmeisterschaft

Die erste australische Meisterschaft der Männer wurde 2000/01 ausgespielt und vom Northern Beaches FC gewonnen. Erster Frauenmeister wurde 2003 Victorian Venom.

## Ausgetragene Veranstaltungen
2008 war Leederville Austragungsort der Asien- und Pazifikmeisterschaften der Männer. 2011 wurden in Perth die asien- und Pazifikmeisterschaften der Männer und Frauen abgehalten.

## Mitgliederentwicklung
Statistik zur Mitgliederzahlen und Mitgliedsvereinen.
| Datum      | Mitglieder | Mitglieder |
| Datum      | Personen   | Vereine    |
| ---------- | ---------- | ---------- |
| 31.12.1996 | 55         | 2          |
| 31.12.1997 | 150        | 6          |
| 31.12.1998 | 150        | 6          |
| 31.12.1999 | 300        | 14         |
| 31.12.2000 | 400        | 14         |
| 31.12.2001 | 400        | 14         |
| 30.06.2003 | 300        | 10         |
| 30.06.2004 | 300        | 10         |
| 30.06.2005 | 700        | ?          |
| 30.06.2006 | 202        | 10         |
| 30.06.2007 | 1043       | 37         |
| 30.06.2008 | 1707       | 25         |
| 30.06.2009 | 1846       | 25         |
| 30.09.2010 | 1800       | 25         |
| 30.09.2011 | 1965       | 28         |